# No Way Sis
I No Way Sis sono stati una tribute band ufficiale degli Oasis costituitasi a Glasgow nel 1995.
Il nucleo della band era formato da due fratelli, Gerry (chitarrista) e Joe (frontman) McKay; gli altri componenti furono James McLardy (chitarrista ritmico), Tony McCarthy (bassista) e Mick Reilly (batterista).
Nel 1996 riuscirono a piazzare nella top 40 del Regno Unito il singolo I'd Like to Teach the World to Sing, cover dei New Seekers cantata alla maniera degli Oasis. Il pezzo aveva già rappresentato una fonte di ispirazione non accreditata per il secondo singolo degli Oasis, Shakermaker, uscito nel giugno 1994. Una delle b-side del singolo, "The Quick Sand Song", è ispirata al pezzo strumentale "The Swamp Song" degli Oasis.
Noel Gallagher definì i No Way Sis "la seconda miglior band al mondo" e donò a Gerry McKay, il proprio alter ego, la chitarra Les Paul dorata suonata nel video di "Some Might Say".
Alla fine del 1996 si diffuse la notizia che i No Way Sis fossero stati messi sotto contratto dalla EMI per la produzione di 5 album. In realtà, il gruppo non pubblicò nemmeno un solo LP. I No Way Sis si sciolsero verso la fine degli anni novanta anche a causa del calo di popolarità degli Oasis.

## Discografia

### I'd Like To Teach The World To Sing(1996)
- "I'd Like To Teach The World To Sing"
- "The Quick Sand Song"
- "Good Times"
- "I'd Like To Teach The World To Sing (versione strumentale)"